# Spilosoma turatii
Spilosoma turatii är en fjärilsart som beskrevs av Charles Oberthür 1911. Spilosoma turatii ingår i släktet Spilosoma och familjen björnspinnare. Inga underarter finns listade i Catalogue of Life.